# Casa de Niños Expósitos

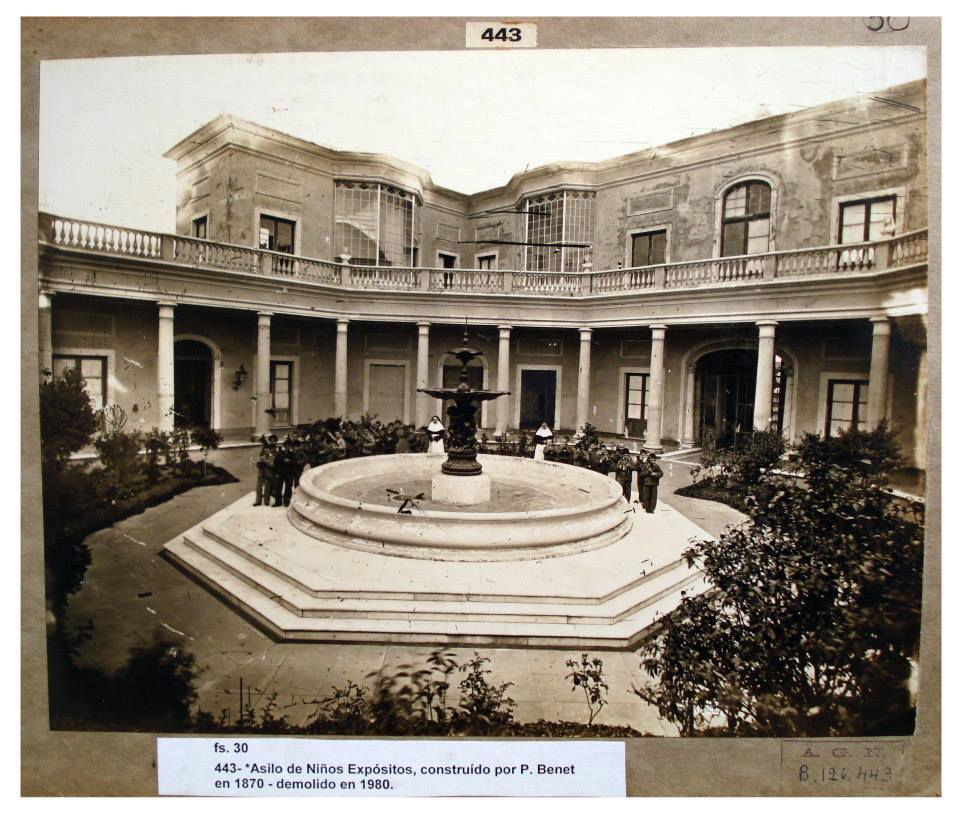
Archivo General de la Nación Argentina sin fecha Buenos Aires, asilo de niños expósitos construido por P. Benet. 1870.

Como parte del complejo administrativo que significaba el Protomedicato del Río de la Plata, el virrey Vértiz fundó, el 7 de agosto de 1779, sobre un solar de la calle San José, próximo a la esquina con San Carlos, actuales calles Perú y Alsina (Manzana de las Luces), una Casa de Niños Expósitos.
El nombre de la casa se debe a sus funciones; en ella se albergaba a los “expósitos” (del latín ex-posĭtus, puesto afuera), palabra que se aplicaba a los niños recién nacidos abandonados, generalmente en las puertas de las iglesias o en la calle.
Las razones sociales del abandono eran múltiples: recién nacido ilegítimo, hijos incestuosos, productos de violaciones, niñas solteras, fuera del matrimonio, hijos de uniones ilícitas. La falta de recursos económicos para mantener al recién nacido o cuando nacían mellizos, uno era descartado.
El frente del edificio contaba con un armazón giratorio de madera que, colocado en un hueco en la pared servía para recibir los niños manteniendo el anonimato. Alguien depositaba al bebé en el torno, hacía sonar una campanilla que se encontraba adosada a la pared y un empleado, desde dentro del edificio, hacía girar el aparato y recibía al niño sin saber quién lo había abandonado. Esta especie de torno funcionó hasta 1891.

## Fundación
La necesidad de fundar la casa respondió casi en forma directa a la elevación de la ciudad a la categoría de sede del virreinato. En 1776, Carlos III crea el Virreinato del Río de La Plata y abre el puerto de Buenos Aires a la navegación directa con España. Para proteger la ciudad, que en ese momento contaba con cerca de 28 mil habitantes, envía 9.000 soldados. Las largas estadías de estos hombres en tránsito, con pocas ocupaciones en uno de los puertos naturalmente mejor protegidos del mundo produjo, como una de las primeras consecuencias, un enorme aumento de las violaciones a las mujeres nativas y los consiguientes embarazos no deseados y el abandono de numerosos recién nacidos.
Después que los niños abandonados sufrieran tremendas atrocidades (eran comidos por perros y cerdos que andaban sueltos por las calles de la ciudad, eran atropellados por transeúntes y carruajes en la oscuridad de la noche por carencia de alumbrado público, morían de frío, de hambre o de sed, o ahogados en los charcos que abundaban en las calles), un grupo de vecinos, apoyando la idea del procurador general, Marcos José de Riglos, peticionan ante el virrey el 17 de junio de 1779, la apertura de una casa-cuna, para evitar esas muertes.
Con fecha del 14 de julio de 1779, el virrey, que conocía la problemática por haberse desempeñado anteriormente como juez de menores, dispone se abra una Casa de Niños Expósitos, similar a las que se encontraban en Madrid o Lima.

## La Casa en elsigloXVIII
La casa comenzó a funcionar en dependencias ocupadas hasta ese momento por el arsenal de guerra, en lo que fuera parte de las antiguas dependencias de los P.P. de Jesús que ocupaban, desde mayo de 1661 y hasta su expulsión, toda la manzana conocida hoy como Manzana de las Luces. 
Toda la propiedad estaba administrada por la Junta de Temporalidades que cede el edificio y el alquiler de nueve pequeñas propiedades, pequeños locales con vivienda ubicados frente a la Plaza Mayor, como ayuda para el mantenimiento de los expósitos. De este primer edificio de la Casa, actualmente quedan en pie dos salas.
Después de ser acondicionada, el 7 de agosto de 1779, bajo la dirección de Martín de Sarratea, la casa comienza a funcionar. La primera niña admitida en la institución era negra y fue bautizada Feliciana Manuela, había sido admitida el 9 de junio de 1780, pero murió al poco tiempo. En los siguientes diez años, la institución recibió a más de dos mil niños. 
El magro presupuesto de la casa, se sostenía principalmente de los aportes de la Real Imprenta de Niños Expósitos, los alquileres antes mencionados, funciones a beneficio dadas en el Teatro de La Ranchería, la venta de Bulas para poder comer carne en Cuaresma y donaciones de parte de la Hermandad de la Santa Caridad de Nuestro Señor Jesucristo, creada en 1727, en la Iglesia de San Miguel Arcángel.
Ya con un pedido de relevo del cargo efectuado por parte de Sarratea y antes de regresar a España, el 21 de febrero de 1784, el virrey decide dejar la administración de la casa a cargo de la Hermandad. Una vez que esta institución se hace cargo de la casa, le otorga la dirección a Pedro Díaz de Vivar y se decide vender el edificio originario y mudar la casa a uno de una sola planta, cito en las calles San Francisco y de Cristo, actuales calles Moreno y Balcarce, junto al Hospital de Mujeres, ubicado detrás del Convento de San Francisco.
El frente del edificio contaba con un armazón giratorio de madera que, colocado en un hueco en la pared servía para recibir los niños manteniendo el anonimato. Alguien depositaba al bebé en el torno, hacía sonar una campanilla que se encontraba adosada a la pared y un empleado, desde dentro del edificio, hacía girar el aparato y recibía al niño sin saber quién lo había abandonado. Esta especie de torno funcionó hasta 1891.
En 1786 viven en la casa 150 niños y se establece un Reglamento General de Funcionamiento que se imprime en la Imprenta de Niños Expósitos. Los lactantes estaban a cargo de “amas de leche” y el resto bajo el cuidado de “amas de cría”.
En el año 1796, se dicta la Constitución de la Casa de Expósitos y, don Francisco Necochea dona 12 becas para que los internos más destacados completen su formación en España.

## La Casa en elsigloXIXhasta el cambio de denominación

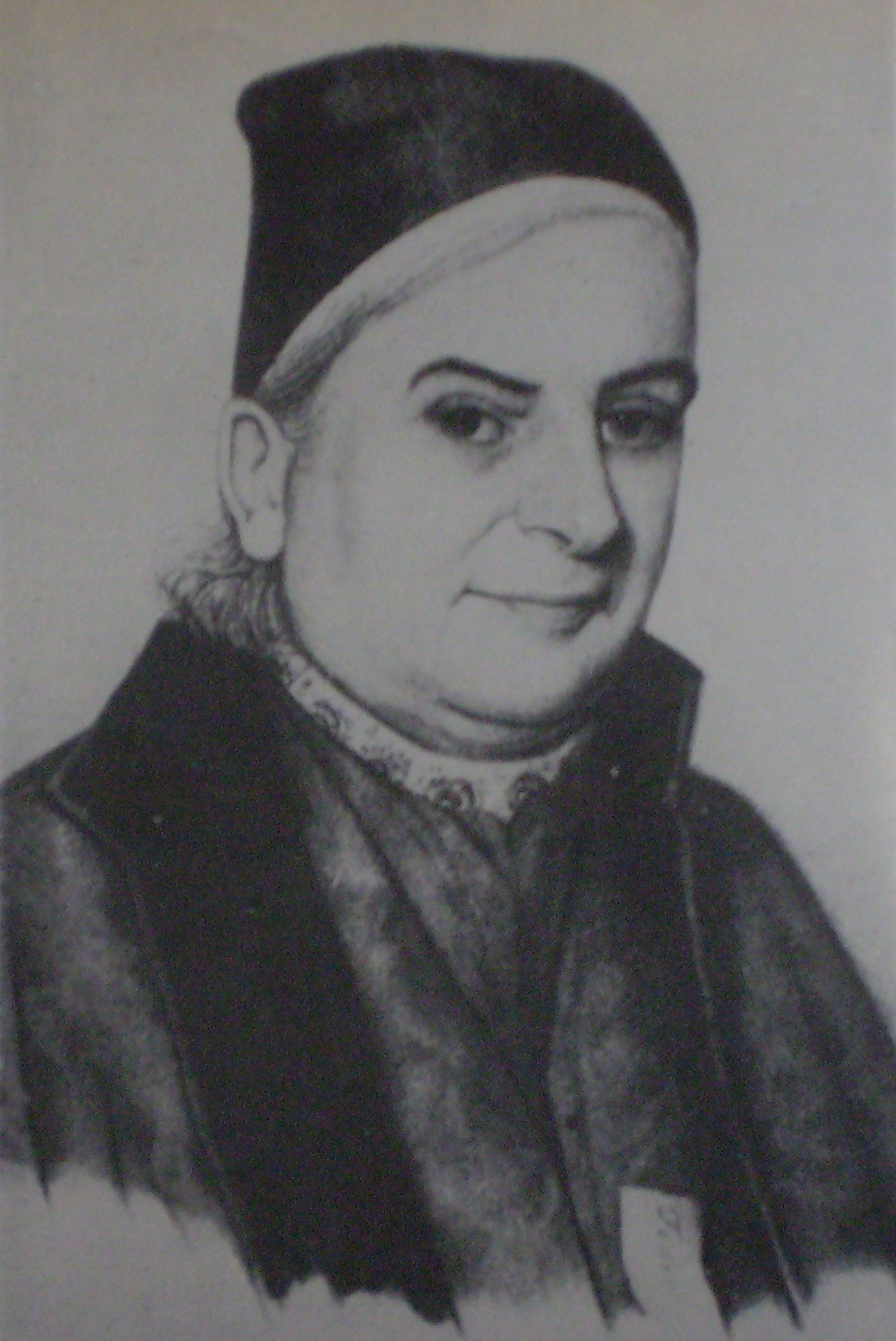
Saturnino Segurola, por C. Pellegrini.

A partir de la Revolución de Mayo, el gobierno patrio disminuye las atribuciones de la Hermandad de la Caridad y el establecimiento es visitado asiduamente por inspectores del Estado. 
En 1817 se nombra como director al Dr. Saturnino Segurola, que forma un cuerpo médico y una botica para la atención de la salud de los internos. Es así que en ese mismo año de 1817 ingresan al servicio de la Casa el Dr. Juan de Dios Madera, médico de la policía del Cabildo y el boticario Diego Gallardo.
En 1818 el Dr. Cosme Argerich reemplaza a Madera.
Hasta este periodo, los abandonos eran vistos por sus contemporáneos como un designio divino. Respondiendo a este propósito, la Iglesia Católica se encargó de esta labor ayudando a los expósitos. En este servicio, la caridad y la limosna constituyeron los firmes pilares del accionar de la Iglesia en la sociedad.
En 1821, Bernardino Rivadavia, que era ministro de Martín Rodríguez, llevó adelante una reforma religiosa, centrada en la disolución de las órdenes religiosas (pocas se salvaron, sólo las que tenían muchos miembros) y pasó a manos de la provincia los bienes de la Iglesia católica. Con ello se disolvió la Hermandad de la Santa Caridad cubriéndose su ausencia y la de todas las sociedades de bien público de orden religioso con la Sociedad de Beneficencia, organizada por algunas mujeres de la oligarquía porteña. 
La Sociedad dispuso que la dirección de la Casa quedara a cargo de Narciso Martínez y que su médico fuese Pedro Rojas. Con el cambio de autoridades, cambió también el manejo de toda la institución. El gobierno pasó a pagar mensualmente a 250 amas, para que cuidaran en sus hogares a los niños a leche completa, media leche y despecho, según su estado de salud y edad, luego de un examen médico mensual a las amas y los niños. A partir de los cuatro años, los niños se daban en guarda como criados. Los que no podían ser asignados a una familia en calidad de criados, continuaban en la Casa de Expósitos, muchos de ellos, una vez emancipados, continuaban trabajando en diferentes áreas de la institución como empleados de la misma. 
La situación de los niños abandonados manifestada por los altos índices de mortalidad se enfrentaba con la idea iluminista de poblar y formar jóvenes en un oficio que impulsara el progreso de la sociedad en su conjunto en ámbitos micro como la .
Cuando el bloqueo anglo-francés del Río de la Plata estragó el erario, el gobernador Juan Manuel de Rosas suspendió las partidas presupuestarias para las instituciones públicas. Ante esta situación, Segurola presentó su renuncia al cargo de director.

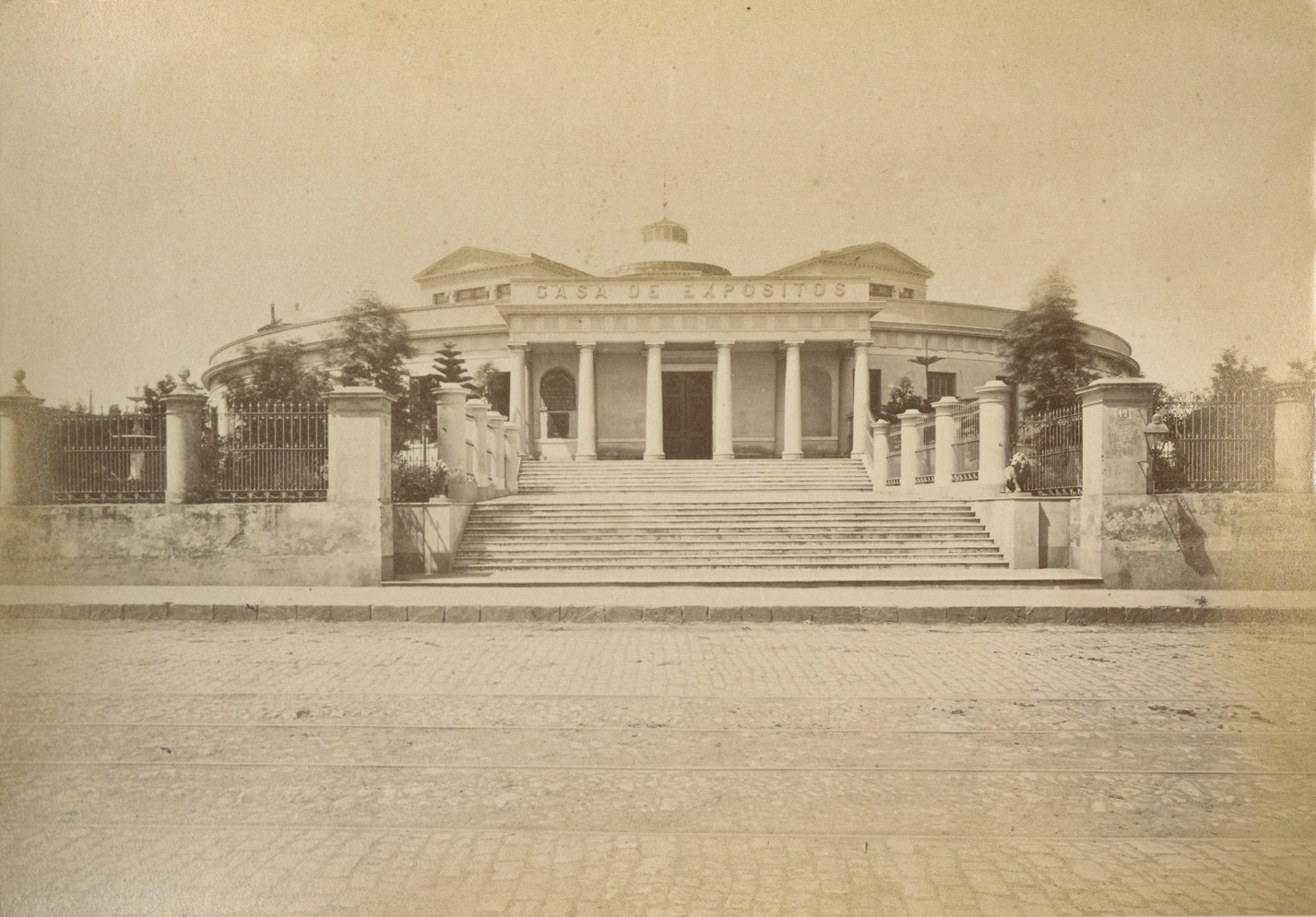
Casa de Niños Expósitos en su sede de la calle Santa Lucía a partir de 1873, corresponde al álbum fotográfico con vistas de la Ciudad Autónoma de Buenos Aires, realizado por el fotógrafo Christiano Junior en 1876.

En 1852, por decreto de gobierno, se vuelve a establecer la Sociedad de Beneficencia, que preside María Sánchez de Mendeville y la Casa de Niños Expósitos, gracias a una generosa donación de la directora de la Sociedad y del general Justo José de Urquiza, vuelve a funcionar.
El director más destacado de esta nueva era de la casa fue el Dr. Manuel Blancas, que desde 1855 entrega sus mejores esfuerzos a la institución. 
En 1859 se dispone que las Hermanas del Huerto colaboren con la Sociedad en el control de las amas y en la administración de la Casa, en la que permanecieron más de 120 años. 
En 1873, Juan Argerich sucede en su cargo a Manuel Blancas y resuelve el traslado de la Casa de Niños Expósitos a un predio ubicado en la continuación de la avenida Santa Lucía, en el nacimiento de la calle Barranca Balcarce, actual avenida Montes de Oca, sobre un edificio en el que funcionaba el Instituto Sanitario Modelo, que se neutraliza al recibir a la, a partir de entonces, denominada Casa Cuna y actual Hospital General de Niños Dr. Pedro de Elizalde.